# 对立漂移
在历史语言学中，对立漂移（transphonologization、rephonologization、cheshirization）是一种语音变化，其中作用于特定区别特征X的对立发生演变，使得对立保存，但变为作用于另一个特征Y。例如，某种语言中的两个词*/sat/ vs. */san/可能在演化中失去了韵尾，转以元音的性质保留了对立，例如可能演化为/sa/ vs. /sã/。
“对立漂移”一词由安德烈-乔治·奥德里古发明。Hagège & 奥德里古对这一概念进行了定义和充分说明；泛历时音系学的一些追随者也提到过这一概念。

## 对立漂移在元音上产生的新对立

### 元音变音
对立漂移的典型例子是元音变音。
日耳曼语
在6、7世纪的许多日耳曼语族语言中，发生了这样一个音变：如果下一个音节含有/i/或/j/，则后元音前移。一般情况下/i/或/j/会随之消失，从而使得元音的前移蕴含了原始的/i/或/j/。换句话说，以前通过后一个音节/i/或/j/的有无来表现的对立，现在重新分析为元音前后的对立。
一个具体的例子是：在史前古英语中，有一类名词的（主格）复数后缀是/i/，而单数则没有后缀。例如像/muːs/“鼠”的复数是/muːsi/。在元音变音之后，复数的读音变为[myːsi]，长后元音/uː/的前移是复数的次要标志。之后后缀/i/失落，使得/yː/变为复数的主要特征，这时的对立形如/muːs/（单数）与/myːs/（复数）。已经消失的/i/由/yː/的存在留下了痕迹；或者说，以前通过后缀/i/表达的单复数之别，现在通过主元音的前后重新表达。这种区别保留为现代的“mouse”/maʊs/和“mice”/maɪs/，尽管具体细节已经被元音大推移改变。
日耳曼语之外
日耳曼语以外的语言也有类似现象。
- 瓦努阿图北部有17种南岛语系语言[5]经历了这样一个过程：双音节的*CVCV失去第二个元音，但同时会改变第一个元音。例如原始大洋洲语*paRi“刺鳐”和*paRu“木槿”在美森语中变为/βɛr/和/βɔr/。[6]这导致该地区元音数量大幅增加，从原始的五元音系统（*a *e *i *o *u）增加到7到16个元音。

### 元音鼻化
- 法语中，韵尾位置的/n/消失，但使前面的元音鼻化。如vin blanc[vɛ̃ blɑ̃]，来自[vin blaŋk]。
- 在汉藏语系、南亚语系、大洋洲语族、凯尔特语族等语言中，元音会被前面的鼻音鼻化。这种“辅音和元音间鼻化的转移”也是对立漂移的一种。[7]

### 补偿延长
- 在美国英语中，如rider和writer等词的t和d发生了闪音化，因而都读作[ɾ]，而非[t]和[d]。不过这两个词之间的对立可以通过（双）元音的长度来保留：元音接浊音比接清音更长。

一个音在消失之前，可能会引发或阻止其附近的一些音变。例如：
- 英语单词night 中的/x/（写作gh）消失了。在这一过程结束前，它补偿延长了元音⟨i⟩，于是这个单词的元音读如长元音。
- 汉志阿拉伯语的直接宾语代词中，韵尾位置的/h/ ـُه 消失了，因此古典阿拉伯语 /qaː.luːh/“他们说了……”和 /qaː.luː/“他们说了”的对立变为元音对立，即 /ɡaː.loː/“他们说了……”和 /ɡaː.lu/“他们说了”。

### 声调
- 现代语言的声调往往源于早期辅音的对立漂移：例如，辅音的清浊对立（如*/pa/ vs. */ba/）变为声调对立（如*/pa ˥/ vs. */pa ˩/）。
- 浮动声调一般是整个音节消失后的残留。

## 对立漂移在辅音上产生的新对立
- 凯尔特语族的辅音变化（元音消失引发首辅音延长，鼻音消失引发鼻音化）。
- 梵语中，原始印度-伊朗语的浊咝音*z和*ž消失，使得前面的元音延长。此外， *ž的消失导致后面的浊齿音/d/变为卷舌音，例如原始印欧语*nizdós “巢”-->原始印度-伊朗语*niždás -->梵语nīḍáḥ。对于*z，前面的元音会延长，但后面的辅音不会卷舌，例如原始印欧语*sízdeti“坐下”--> 原始印度-伊朗语*sízdati --> 梵语 sī́dati。
- 望加锡语中，原始马拉约-波里尼西亚语的*ə使得后面的辅音延长，并变为a （例如*bəli → *bəlli → balli“买，价格”，比较印尼语beli）。

## 其他例子
- 拉祜语中，音变会因辅音失落而不发生；[來源請求]
- 爱沙尼亚语及其他一些乌拉尔语系语言中，格后缀被省略时，改变后的词根将会蕴含格的存在。